# 徳大寺公維
徳大寺 公維（とくだいじ きんふさ）は、室町時代後期から安土桃山時代の公卿。官位は正二位・内大臣。

## 経歴
公式には久我通言の二男とされたが、実際には近衛尚通が正室徳大寺維子との間にもうけた末子である。久我通言の養子となり、越中国で横死した徳大寺実通の養子となって徳大寺家を相続した。天文15年（1546年）叙爵して以降累進し、侍従・相模介・左近衛中将を経て、天文21年（1552年）に従三位となり、公卿に列する。権中納言を経て、永禄3年（1560年）に権大納言となる。天正3年（1575年）に辞したが、天正4年（1576年）に再任した。天正5年（1577年）には左近衛大将となるも辞職。天正6年（1578年）には神宮伝奏に就任。天正8年（1580年）内大臣となるも辞す。和歌と尊鎭流の書をよくした。

## 系譜
- 妻：不詳
  - 女子：花山院定熙室
  - 養子：徳大寺実久（実父は花山院定熙[2]）